# عصب صدري طويل
العصب الصدري الطويل أو عصب بل التنفسي الخارجي أو العصب الصدري الخلفي (بالإنجليزية: Long thoracic nerve)‏ هو العصب المغذي للعضلة المنشارية الأمامية

## التكوين
ينشأ العصب الصدري الطويل من الفرع الأمامي من الزوج الخامس والسادس والسابع من الأعصاب العنقية الشوكية، وفي بعض الأشخاص لا يشارك الزوج السابع في تكوين العصب. جذور العصب الناشئة من زوجي الأعصاب العنقية الشوكية الخامس والسادس تخترق العضلة الأخمعية الوسطى بينما الجذر الناشئ من الزوج السابع يمر من أمام العضلة.
يمر العصب الصدري الطويل من القناة العنقية الإبطية، ويكون في الجهة الخلفية من الضفيرة العضدية والشريان والوريد الإبطي، وهذا يجعله يمر عبر عمق الترقوة. يستقر العصب على السطح الخارجي للعضلة المنشارية الأمامية ويمتد بطول القفص الصدري حتى الحد السفلي للعضلة المنشارية الأمامية، ويغذي زوائد زوائد العضلة الأصبعية عن طريق ألياف عصبية.